# Рейссиг, Корнелий Христианович
Корнелий Христианович фон Рейссиг (1781—1860) — астроном, математик, конструктор геодезических инструментов.

## Биография
Родился в Штайнбахе, Тюрингия. Отец был инспектором Математического кабинета в Касселе.
Прибыл в Россию из Касселя около 1810 года, возможно, по приглашению Е. Ф. Канкрина (впоследствии оказывавшего покровительство Рейссигу и его начинаниям и, предположительно, знакомого с семьёй Рейссига в Гессен-Касселе), или по инициативе П. М. Волконского. И. В. Гёте в одном из писем С. С. Уварову упоминает, что Рейссига «направил в Петербург» князь Репнин.
С 1811 года вплоть до своей отставки в 1857 году руководил механической мастерской при Главном штабе в Санкт-Петербурге; в службу был зачислен с 21 марта 1812 года.
В апреле 1831 года получил чин действительного статского советника.
C 1834 года входил в Мануфактурный совет при департаменте мануфактур и внутренней торговли министерства финансов и в Технический комитет Технологического института. В 1837 году был назначен управляющим механическим отделением при Лесном и межевом институте.
Создатель и попечитель одного из первых в России художественно-промышленных учебных заведений — Рисовальной школы для вольноприходящих.
Состоял членом-корреспондентом Императорской академии наук (с 16 (28) августа 1814), корреспондентом Вольного экономического общества (c 18 (30) сентября 1815) и почётным членом Московского общества испытателей природы (с 15 (27) сентября 1834), членом общества испытателей природы в Галле, Минералогического общества в Йене, Веттерауского естественно-исторического общества (нем. Wetterauische Gesellschaft) в Ганау, а также почётным вольным общником Императорской академии художеств.
Входил в несколько масонских лож: Петра к истине (в 1812 — 1821), Святого Георгия (в Петербурге; почётный член ложи), Изиды (в Ревеле; почётный член ложи с 1817) и филиал общества Энгбуд (общество по изучению масонства при ложе Петра к истине); почётный член шотландской ложи Георгия, член ложи нем. Absalom zu den drei Nesseln (не позже, чем с 1815).

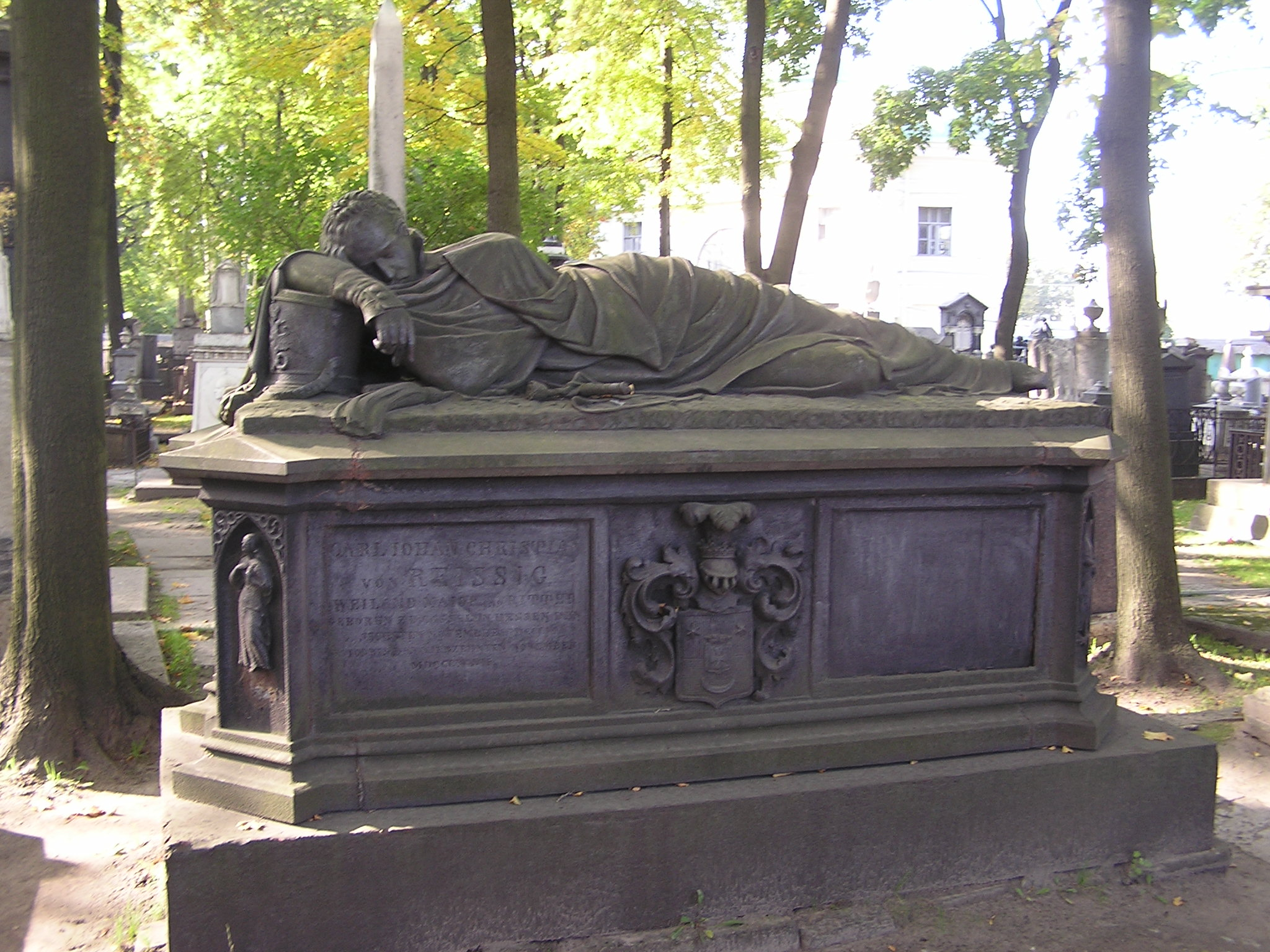
Памятник с могилы Иоганна Христиана фон Рейссига (1809—1839) на Лазаревском кладбище Александро-Невской лавры

Рейссиг умер в 1860 году, был похоронен на Волковском лютеранском кладбище; надгробный памятник, отмечавший место семейного захоронения Рейссигов, был перенесён на Лазаревское кладбище в 1930-е годы. Автор памятника, немецкий скульптор А. Ю. Штрейхенберг (нем. August Julius Streichenberg), недолгое время был преподавателем скульптурного класса в открытой Рейссигом Рисовальной школе для вольноприходящих.
Список наград К. Х. Рейссига (на 1844 год):
- Орден Святой Анны 2-й степени (1816), алмазные знаки к ордену (1822)
- Орден Красного орла 3-й степени (1818, Королевство Пруссия)
- Орден Святого Владимира 3-й степени (9 января 1824)[18]
- Орден Белого сокола командорский крест (1830, Великое герцогство Саксен-Веймар-Эйзенах)
- Орден Золотого Льва[нем.]* 1-й степени со звездой (1835, Гессен-Кассель )
- Орден Святого Станислава 2-й степени (1837)
- Знак отличия за 25 лет службы (1837)
- Орден Святого Станислава 1-й степени (1843)

## Механическое заведение Генерального штаба
В 1811 Рейссиг определен при Квартирмейстерской части в Петербурге «профессором для преподавания астрономии и практической тригонометрии и для учреждения механической мастерской». Механическая мастерская, открытая по проекту и под руководством Рейссига в 1811 году, должна была обеспечить инструментами для топографической съёмки военное ведомство — Квартирмейстерскую часть, Депо карт и Инженерный департамент. Мастерская с 1821 переименована в Механическое заведение, в 1832 — в Механическое отделение Военно-топографического депо Главного штаба.
В мастерской создавались новые приборы, ремонтировались старые, совершенствовались конструкции существующих приборов (в частности, одна из мензул улучшенной конструкции известна как «мензула Рейссига»).  Спектр инструментов, изготавливаемых мастерской, был довольно широк: зеркальные линейки, мензулы, астролябии, буссоли с диоптрами, нивелиры, алидады со зрительными трубами, зеркальные секстанты, зеркальные циркули, повторительные теодолиты; зрительные трубы, карманные секстанты, секундомеры, нормальные меры,  барометры, термометры, мерные ленты, поперечные масштабы, готовальни и другие чертежные инструменты. В 1817 в мастерской был изготовлен первый в России базисный прибор.
Продукция механической мастерской использовались не только для целей Военно-топографического депо. Например, в 1820-е годы изготовленные в мастерской инструменты использовались Инженерным департаментом, Департаментом уделов, Департаментом государственных имуществ (для межевания лесов), артиллерийским департаментом, главным управлением путей сообщения, а также для научных и учебных целей — в Петербургском и Казанском университетах, военных и гражданских училищах. Изготовленный в Механическом заведении повторительный теодолит использовался при проложении дуги Струве. Изготавливались инструменты и для частных лиц — Ф. Ф. Берга, П. М. Волконского и др.
Годами наибольшего расцвета мастерской стали 1840-е и 1850-е. Рейссиг оставался руководителем мастерской с момента открытия до своей отставки в 1857. Фамилия Рейссига выгравирована, среди прочих, на настольной юбилейной медали «В память пятидесятилетия Корпуса военных топографов. 1822—1872 гг.» — в знак его заслуг перед Корпусом.

## Рисовальные классы и школы

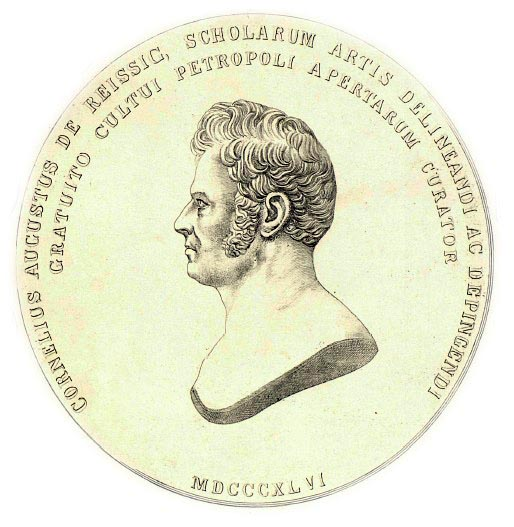
Медальон с портретом Рейссига, выполненный в технике гальванопластики (возможно, в честь 65-летия Рейссига). Надпись на латыни: «Cornelius Augustus De Reissig, scholarum artis delineandi ac depingendi gratuito cultui Petropoli apertarum curator. MDCCCXLVI» («Корнелий Август фон Рейссиг, попечитель школ, открытых в Петербурге для бесплатного изучения рисования и живописи. 1846»)

Ещё одной стороной деятельности Рейссига стала организация художественно-промышленного образования. Для основанного в 1828 Санкт-Петербургского Практического Технологического института Рейссигом была составлена программа «графических занятий», включавшая в себя обучение черчению, техническому и художественному рисованию. Рейссиг принимал активное участие в открытии  бесплатных публичных классов рисования и черчения при Технологическом институте, работавших по воскресным и праздничным дням с 1832 или 1833 г. В 1835 г. Рейссиг организовал и возглавил Воскресную Рисовальную школу при Технологическом институте «для бесплатного обучения вольноприходящих учеников рисованию, черчению и леплению».
Успех этих начинаний подтолкнул Рейссига к воплощению в жизнь идеи самостоятельного учебного заведения. Бесплатная Рисовальная школа для вольноприходящих учеников должна была давать доступное художественное образование и «развивать вкус» ремесленников и рабочих. Предложенный Рейссигом проект школы был одобрен в 1839. По замыслу Рейссига, в дальнейшем предполагалось создание целой сети подобных художественных школ в «мануфактурных городах» России, но эта часть проекта не нашла поддержки властей, также как и идея открытия отделений Школы в промышленных районах Петербурга.
Школа была открыта 26 мая 1840, «в присутствии 110 учеников», находилась в ведении Министерства торговли и разместилась в здании Южного пакгауза на Стрелке Васильевского острова (впоследствии в это здание переехал Зоологический музей); неофициальное название «Школа на Бирже» долгое время сохранялось за школой и после её переезда из здания пакгауза.
В 1842 при школе были открыты женские классы, находившиеся под покровительством великой княгини Марии Николаевны.
В программу школы входили рисование, рисование орнаментов для текстиля, лепка, техническое черчение, с 1840-х — рисование архитектурных орнаментов. В 1842 в школе был открыт класс гальванопластики, которым на первых порах руководил открыватель метода Б. С. Якоби, а затем технологи А. Бриан и П. И. Евреинов. Незадолго до ухода Рейссига из школы был открыт класс ксилографии.
Для нужд Школы Рейссигом было выпущено несколько изданий. Небольшая брошюра «Об изучении искусства рисования и применении оного к ремёслам» (1840) содержала в себе учебный план Школы и методические положения, в которых Рейссиг выступил приверженецем идей классицизма, как эстетических, так и педагогических. В 1843 вышел сборник чертежей — пособие по геометрическому черчению для ремесленников, а в 1845 — атлас архитектурных ордеров «для преподавания в Рисовальных школах ремесленникам и
для выдачи в награду отличнейшим из учеников».
В 1858 Школа на Бирже перешла под патронат Общества поощрения художеств.

## Атлас звёздного неба
Рейссигом был составлен первый российский атлас звёздного неба, содержащий 102 созвездия (в отличие от современных 88); изображения основаны на рисунках Боде с некоторыми изменениями.  Атлас вышел в нескольких вариантах: с чёрно-белыми литографиями, с цветными раскрашенными литографиями, а также издание, где рисунки созвездий выполнены золотом на тёмно-синем фоне . В этом издании, для наглядности — «дабы как можно ближе согласовать с сими Таблицами, впечатление производимое ночным ясным небом, над простым глазом», — звёзды разной величины отмечены белым, в центре изображений звёзд до 4-й величины пробиты отверстия, а оборот страницы заклеен светлой папиросной бумагой; таким образом, схему созвездия можно рассматривать на просвет.

## Работы
К. Х Рейссиг — автор целого ряда публикаций, в их числе:
- Рейссиг, Корнелий. Новая мензула построенная в Механическом заведении учрежденном при Главном штабе е. и. в. описанная Корнелием Рейссигом профессором астрономии и директором помянутого заведения. — Санкт-Петербург: в типографии Александра Плюшара, 1816.
- Таблицы хорд для всех углов четверти окружности, служащие к наложению на бумагу измеренных углов, с описанием принадлежащего к сему прямого циркуля / Вычислены и изданы с двумя чертежами доктором философии профессором астрономии Корнелием Рейссигом. — Санкт-Петербург: в типографии Генерального штаба, 1817.
- Рейссиг, Корнелий. Зеркальный секстант и циркуль определяющий углы посредством отражения, устроенные для облегчения действий при военных съемках коллежским советником и кавалером К. Рейссигом. — Санкт-Петербург: печатано в типографии Генерального штаба, 1820.
- Рейссиг, Корнелий. Отражающая буссоль и отражающий высотомер, описанные Корнелием Рейссигом. — Санкт-Петербург: печатано в типографии Генерального штаба, 1822.
- Рейссиг, Корнелий. Алидада с зрительной трубой нового устроения, усовершенствованная и описанная Корнелием Рейссигом. — Санкт-Петербург: печатано в типографии Генерального штаба, 1823.
- Рейссиг, Корнелий. Нивеллирный инструмент, изготовленный в Механическом заведении Главного штаба его императорского величества и описанный статским советником Рейссигом. — Санкт-Петербург: печатано в типографии Генерального штаба, 1823.
- Рейссиг Корнелиус фон. Созвездия представленные на ХХХ таблицах с описанием оных и руководством к удобному их отысканию на небе, составленным для учебных заведений и любителей астрогнозии / Изд. Рейссига. — Санкт-Петербург: Рейссиг, 1829.
- Рейссиг Корнелиус фон. Созвездия представленные на ХХХ таблицах с описанием оных и руководством к удобному их отысканию на небе, составленным для учебных заведений и любителей астрогнозии. — СПб.: Типография Х. Гинца, 1829. Архивировано 6 июня 2018 года.
- Об изучении искусства рисования и применении онаго к ремеслам, для учителей и учеников рисовальной школы для вольноприходящих в С.-Петербурге / Сост. Попечителем Школы Д. Стат. Советником Рейсигом. — Санкт-Петербург: Тип. Деп. внешней торговли, 1840.
- Чертежи для употребления в чертежных классах рисовальной школы для вольноприходящих и воскресных рисовальных школах, заключающиеся в 24 таблицах, с пояснительными текстами. — Санкт-Петербург: тип. К. Крайя, 1843.
- Пять ордеров колонн по системе древних и новейших строителей. — Санкт-Петербург: Печатано в литографии А. Тюлева, 1845.
- Reissig Cornelius von. Der Apparat zur Messung einer Basis. — St. Petersburg: Buchdruckerei der besondern Kanzellei des Ministeriums des Innern, 1823. — 15 S.
- Reissig Cornelius von. Das Barometer zum Höhenmessen verfertigt im mechanischen Institut des Kayserlichen General-Stabs. — St. Petersburg, 1824.
- Reissig Cornelius von. Der multiplicirende Theodolit, mit Anleitung zu seiner Berichtigung : Verfertigt im mechanischen Institut des Kaiserlichen Generalstabs. — St. Petersburg, 1820.
- Reissig Cornelius von. Tafeln der Chorden für alle Winkel des Quadranten : zum Gebrauche, die gemessenen Winkel auf das Papier zu entwerfen, nebst Beschreibung eines dazu gehörigen Stangenzirkels / berechnet u. hrsg. von Cornelius von Reissig. — St. Petersburg: Typ. des Kaiserlichen General-Stabs, 1817.
- Reissig Cornelius von. Der Spiegel-Sertant sur Erleichterung des Situations-Details den militärischen Aufnahmen / berechnet u. hrsg. von Cornelius von Reissig. — St. Petersburg.

## Комментарии
1. ↑  Встречаются разные варианты имени и фамилии: Корнелий/Корнилий, Рейссиг/Рейсиг/Рейсих, Reissig/Reisig, Kornelius/Cornelius
2. ↑  Примерный список изданных работ Рейссига, составлен по электронным каталогам РНБ и РГБ